# Laccogrypota amazonensis
Laccogrypota amazonensis is een halfvleugelig insect uit de familie schuimcicaden (Cercopidae). De wetenschappelijke naam van deze soort is voor het eerst geldig gepubliceerd in 1924 door Lallemand. De soort komt voor in de Braziliaanse staat Espírito Santo.